# Pallacanestro ai XXI Giochi del Commonwealth - Torneo femminile
La competizione di pallacanestro femminile ai XXI Giochi del Commonwealth si è svolta dal 5 al 15 aprile 2018.

## Risultati

### Group A
| Team        | V - P | PF - Ps   | Pts |
| ----------- | ----- | --------- | --- |
| Australia   | 3 - 0 | 331 - 169 | 6   |
| Canada      | 2 - 1 | 226 - 207 | 4   |
| Inghilterra | 1 - 2 | 187 - 249 | 2   |
| Mozambico   | 0 - 3 | 157 - 276 | 0   |

| 06 aprile 2018 | Canada | 80 – 54 | Inghilterra |  |

| 06 aprile 2018 | Australia | 113 – 53 | Mozambico |  |

| 08 aprile 2018 | Mozambico | 51 – 78 | Inghilterra |  |

| 08 aprile 2018 | Australia | 100 – 61 | Canada |  |

| 09 aprile 2018 | Inghilterra | 55 – 118 | Australia |  |

| 09 aprile 2018 | Canada | 85 – 53 | Mozambico |  |

### Group B
| Team          | V - P | Pf - Ps   | Pts |
| ------------- | ----- | --------- | --- |
| Nuova Zelanda | 3 - 0 | 256 - 148 | 6   |
| Giamaica      | 2 - 1 | 196 - 195 | 5   |
| Malaysia      | 1 - 2 | 187 - 239 | 4   |
| India         | 0 - 3 | 184 - 241 | 3   |

| 05 aprile 2018 | Giamaica | 66 – 57 | India |  |

| 05 aprile 2018 | Nuova Zelanda | 86 – 44 | Malaysia |  |

| 07 aprile 2018 | Nuova Zelanda | 80 – 49 | Giamaica |  |

| 07 aprile 2018 | Malaysia | 85 – 72 | India |  |

| 08 aprile 2018 | India | 55 – 90 | Nuova Zelanda |  |

| 08 aprile 2018 | Giamaica | 81 – 58 | Malaysia |  |

### Quarti di Finale
| 10 aprile 2018 | Mozambico | 63 – 79 | Nuova Zelanda |  |

| 10 aprile 2018 | Inghilterra | 62 – 40 | Giamaica |  |

### Semifinali
| 13 aprile 2018 | Canada | 53 – 65 | Inghilterra |  |

| 13 aprile 2018 | Australia | 109 – 50 | Nuova Zelanda |  |

### Finali
- 3º - 4º posto

| 14 aprile 2018 | Nuova Zelanda | 74 – 58 | Canada |  |

- 1º - 2º posto

| 14 aprile 2018 | Australia | 99 – 55 | Inghilterra |  |

## Classifica
| Argento | Australia     | |
| Argento | Inghilterra   | Inghilterra1 Emanuel-Carr, 3 Fong Lyew Quee, 4 Prior, 6 Collins, 7 Vanderwal, 8 Jones, 9 Shaw, 10 Simpson, 11 Campbell, 12 Pressley, 13 Stewart, 20 Allen, All. Chema Buceta  |
| Bronzo  | Nuova Zelanda | |
| 4.      | Canada        | |
| 5.      | Giamaica      | Giamaica4 T. Gordon, 5 A. Gordon, 7 L. Gordon, 8 Dixon, 9 Byfield, 10 Smith, 11 Latouche, 12 Jackson, 14 Cowan, 15 George, All. O'Neil Brown                                  |
| 6.      | Mozambico     | |
| 7.      | Malaysia      | |
| 8.      | India         | India4 Geetha, 5 Sonkar, 6 Sidhu, 8 Merlin Varghese, 9 Kaur, 10 Udayakumar, 12 Rajaganapathi, 13 Skaria, 14 Limaye, 15 Menon, 18 Hemmige Mahesha, 19 Kumari, All. Zoran Višić |